# أيدين ريس
كان أيدين ريس (بالتركية: Aydın Reis) (توفي عام 1535م) أمير بحر عثماني، يُعرف لدى الإسبان باسم "كاتشيديابلو" (بالإسبانية: Cachidiablo) ولدى الإيطاليين باسم "كاتشياديافولو" (بالإيطالية: Cacciadiavolo). 
كان أيدن ريس تركيًا من أصل قرماني. خدم تحت قيادة أمير البحر كمال ريس، أعظم الملاحين في عهد السلطان بايزيد الثاني. خدم في البداية مع العثمانيين، ثم خدم في مصر تحت حكم المماليك. بعد وفاة كمال ريس عام 1511م، سافر إلى ساحل البربر للانضمام إلى أسطول أمير البحر عروج ريس. شارك في فتح الجزائر عام 1516م. بعد وفاة عروج ريس عام 1518م، انضم إلى أسطول أمير البحر خير الدين باشا بربروس الذي كان يعمل لدى السلطان سليم الأول. وهكذا، عاد إلى الخدمة العثمانية.
عاد إلى إسطنبول بعد معركة البليار البحرية عام 1529م، وكافأه السلطان سليمان القانوني. 
شارك في فتح تونس عام 1534م، ثم تُوفي لأسباب طبيعية في مدينة عنابة الجزائرية في العام التالي 1535م.

## سنواته المبكرة
كان أيدين ريس تركيًا من قيصرية، بوسط الأناضول بتركيا الحديثة. في أواخر القرن الخامس عشر كان تابعًا لأمير البحر كمال ريس، أهم بحار في الدولة العثمانية في عهد السلطان بايزيد الثاني. تولى الخدمة في الدولة العثمانية كقبطان. ثم عمل في مصر تحت حكم المماليك.
بعد وفاة كمال ريس عام 1511م، أبحر إلى الساحل البربري (شمال غرب إفريقيا) للانضمام إلى قوات أمير البحر عروج ريس، وهو بحّار مجاهد عثماني أسس دولته الخاصة.
شارك أيدين ريس في فتح الجزائر عام 1516م.
بعد وفاة عروج ريس عام 1518م، دخل أمير البحر خير الدين بربروس شقيق عروج طواعية تحت سيادة السلطان العثماني سليم الأول. وبذلك عاد أيدن ريس إلى الخدمة في الدولة العثمانية. 

## معركة البليار البحرية
كان إجلاء بعض المسلمين واليهود من أراضي الأندلس وإعادة توطينهم من أهم مشاريع الدولة العثمانية في أوائل القرن السادس عشر، بعد انتصرت إيزابيلا الأولى ملكة قشتالة، على آخر معاقل العرب المسلمين في إسبانيا.
شارك أيدن ريس في هذا عمليات الإجلاء، وفي عام 1529م بدأ بنقل المسلمين من ميناء أوليفا بشرق إسبانيا، إلى الأراضي العثمانية بالتعاون مع صالح ريس، ولكن الأسطول الإسباني طاردهم. فأنزل أيدن ريس من معه من الأندلسيين في جزر البليار ليحميهم من المعركة القادمة واشتبك مع الأسطول الإسباني قرب جزيرة فورمينتيرا ، إحدى الجزر الأربعة المكونة لأرخبيل جزر البليار، حيث هُزم الأسطول الإسباني، ولقي قائده رودريغو بورتووندو (بالإسبانية: Rodrigo Portuondo) حتفه في المعركة. 
كتب "إرنل دوسغيت سلبي برادفورد" (11 يناير 1922 – 8 مايو 1986) (Ernle Bradford) المؤرخ البريطاني المتخصّص في تاريخ منطقة البحر الأبيض المتوسط والموضوعات البحرية، في كتابه "أمير بحر السلاطين"، أن المراجع التاريخية قلّما تُسجّل ذلك اليوم الذي واجه فيه أيدن ريس بأسطوله الصغير ثمانيَ سفن حربية إسبانية ضخمة، في معركةٍ كانت وفقًا لكل قواعد الحرب ينبغي أن تنتهي لصالح الإسبان، غير أن أيدين ريس هو من خرج منها منتصرًا عليهم، وكان من المفترض أن يسلك الطريق المعاكس هارباً.

## السنوات اللاحقة
بعد معركة البليار البحرية (أو معركة فورمينتيرا)، استُدعي أيدن ريس إلى اسطنبول ليكرمه السلطان سليمان القانوني.
وبعد أن عُيّن خير الدين بربروس قائدًا للبحرية العثمانية، رُقِّي أيدن ريس ليصبح قائدًا للأسطول في الجزائر. 
شارك أيدن ريس في فتح تونس عام 1534م.
تُوفي وفاة طبيعية في مدينة في بون (عنابة حاليًا)، بالجزائر عام 1535م.